# Victor Prevost
Il ne doit pas être confondu avec son contemporain, le criminel Victor Prévost (1836-1880)
Pour les articles homonymes, voir Prevost.
Victor Prevost, né à La Rochelle (en France) en 1820 et mort en avril 1881 à Tivoli (aux États-Unis), est un peintre, lithographe, photographe d'origine française qui émigra aux États-Unis en 1850.

## Biographie

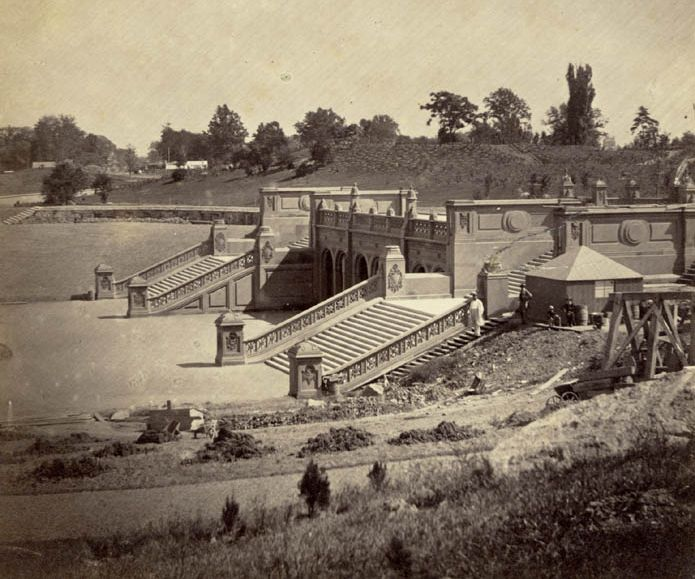
La Terrace, Central Park, New York, 1862.

Prevost étudia en France auprès de Paul Delaroche puis fut formé aux techniques photographiques complexes par Gustave Le Gray.
Prevost est l'un des plus anciens photographes de New York.
Cependant, ayant établi un studio à Broadway, puis sur Bleecker Street, avec son ami Duchochois, il ne parvint pas à rencontrer le succès commercial. Ses paysages sont subtils, synthèses très particulières d'un style documentaire et d'une influence esthétique classique.
Si l'on exclut une exposition au Metropolitan Museum of Art en 2003, son œuvre est aujourd'hui très méconnue du public alors que de grandes institutions collectionnent ses travaux depuis longtemps.
Victor Prevost meurt en avril 1881 à Tivoli (New York), aux États-Unis.

## Collections
La majeure partie de ses images est conservée à la George Eastman House, au MET, à la Smithsonian Institution et à la New York Historical Society.